# 钩距翠雀花
钩距翠雀花（学名：Delphinium hamatum）为毛茛科翠雀属的植物，是中国的特有植物。分布于中国大陆的云南等地，生长于海拔3,800米的地区，多生长在山地草坡及多石山坡，目前尚未由人工引种栽培。